# Résidence Nord
Die Résidence Nord (niederländisch Noordresidentie oder auch Residentie Noord) ist ein Wohnturm im Quartier Nord, dem zentralen Geschäftsviertel der belgischen Hauptstadt Brüssel. Das Gebäude befindet sich an der Rue du Progrès, unweit des Bahnhofs Brüssel-Nord.

## Geschichte
Die Bauarbeiten an der Résidence Nord begannen im Jahr 1972 und wurden 1978 beendet, die ersten Bewohner könnten jedoch schon 1976 ihre Wohnungen beziehen. Der Turm gilt als eines der ersten realisierten Projekte im Quartier Nord. Der ehemalige Bürgermeister, Roger Nols veranlasste den Bau der Anlage im Rahmen des Manhattan-Plan. Verantwortlich für den Bau war das Antwerpener Unternehmen Amelinckx, die bis zu ihrem Konkurs im Jahr 1986 in dem Gebäude ihr Hauptquartier hatten. Das Gebäude hat eine Höhe von 82 Metern, die sich auf 28 Etagen verteilen. Es ist somit der dritte höchste Wohnturm in Brüssel und zählt des Weiteren zu den höchsten Gebäuden des Landes. Der Turm hat 322 Wohneinheiten und etwa 750 Bewohner, die Zentralität und erschwinglichen Miet- und Kaufpreise ziehen Menschen und Familien aller Altersgruppen und Nationalitäten an.
Die Intentionen des Manhattan-Plan sind besonders an diesem Gebäude deutlich sichtbar. Das Dach des 13 Meter hohen Sockels dient als Esplanade, die mit Fußgängerbrücken versehen und zu den anderen geplanten umliegenden Türmen führen sollten. Aus diesem Grund ist auch der aktuelle Haupteingang im Erdgeschoss weniger imposant als die Eingangshallen auf der Ebene der Esplanade. Die Straße sollte für den motorisierten Verkehr vorbehalten bleiben, wobei die Anwohner ihrer Autos durch den Eingang an der Rue du Progrès in die Parkgarage in der ersten Etage stellen können. In der zweiten und dritten Etage befinden sich, wie im Erdgeschoss, Büroräume. Ab der fünften Etage ist der eigentliche Turm an sich in zwei Hälften eingeteilt, mit jeweils drei Arten Wohnungen (Studio, 1 Schlafzimmer, 2 Schlafzimmer).
Nach dem Manhattan-Plan hätte auf der Grünfläche direkt neben dem Gebäude die Résidence Nord II erbaut werden sollen, jedoch fokussierte man sich auf die lukrativeren Bürotürme und das Gelände lag 30 Jahre lang brach. Erst 2011 wurden an dieser Stelle weitere aber durchaus niedrigere Wohntürme, ein Kindergarten und ein kleiner Park erbaut.
Von 2011 bis 2014 wurde das Gebäude renoviert.